# Rodney Rowland
Rodney Rowland, född 20 februari 1964 i Newport Beach, Kalifornien, är en amerikansk skådespelare. Han har bland annat medverkat i en säsong vardera av Slaget om Tellus och Pensacola - vingar av guld.

## Filmografi
- 1995 – Baywatch (TV-serie) (1 avsnitt)
- 1995–1996 – Slaget om Tellus (TV-serie) (23 avsnitt)
- 1997 – Arkiv X (TV-serie) (1 avsnitt)
- 1997–1998 – Pensacola - vingar av guld (TV-serie) (22 avsnitt)
- 2000 – 6:e dagen
- 2000 – Dark Angel (TV-serie) (1 avsnitt)
- 2001 – CSI: Crime Scene Investigation (TV-serie) (1 avsnitt)
- 2002 – VIP (TV-serie) (1 avsnitt)
- 2003 – Angel (TV-serie) (1 avsnitt)
- 2004 – Förhäxad (TV-serie) (1 avsnitt)
- 2005–2019 – Veronica Mars (TV-serie) (8 avsnitt)
- 2006 – Bones (TV-serie) (1 avsnitt)
- 2006 – OC (TV-serie) (1 avsnitt)
- 2007 – Cold Case (TV-serie) (1 avsnitt)
- 2007 – Weeds (TV-serie) (2 avsnitt)
- 2009 – NCIS: Los Angeles (TV-serie) (1 avsnitt)
- 2011 – CSI: Miami (TV-serie) (1 avsnitt)
- 2012 – Criminal Minds (TV-serie) (1 avsnitt)
- 2013 – Castle (TV-serie) (1 avsnitt)
- 2013 – NCIS (TV-serie) (1 avsnitt)
- 2015 – Grey's Anatomy (TV-serie) (1 avsnitt)
- 2017 – Twin Peaks säsong 3 (TV-serie) (1 avsnitt)
- 2021 – The Walking Dead (TV-serie) (1 avsnitt)